# کالینزبرگ (پنسیلوانیا)
کالینزبرگ (به انگلیسی: Collinsburg) یک منطقهٔ مسکونی در ایالات متحده آمریکا است که در شهرستان وستمورلند، پنسیلوانیا واقع شده‌است. کالینزبرگ ۱٬۱۲۵ نفر جمعیت دارد.